# Konstytucja Południowej Afryki (1996)
Konstytucja Południowej Afryki – ustawa zasadnicza Południowej Afryki. Konstytucja została uchwalona 8 maja 1996 roku i weszła w życie 4 lutego 1997 roku. Południowa Afryka jest demokracją parlamentarną. Władzę ustawodawczą sprawuje w niej bikameralny Parlament. Władza wykonawcza powierzona jest prezydentowi, który jest również szefem rządu.